# 1619년
1619년은 화요일로 시작하는 평년이다.

## 연호
- 명(明) 만력(萬曆) 47년
- 후금(後金) 천명(天命) 4년
- 일본(日本) 겐나(元和) 5년
- 후 레 왕조(後黎朝) 호앙딘(弘定) 20년 / 빈또(永祚) 원년
- 막 왕조(莫朝) 끼엔통(乾統) 27년 / 롱타이(隆泰) 2년

## 기년
- 류큐(琉球) 쇼네이왕(尚寧王) 31년
- 명(明) 신종 만력제(神宗 萬曆帝) 47년
- 후금(後金) 태조 천명가한(太祖 天命可汗) 4년
- 조선(朝鮮) 광해군(光海君) 11년
- 후 레 왕조(後黎朝) 경종(敬宗) 20년 / 신종(神宗) 원년

## 사건
- 영국이 인도에서 첫 식민지 점령
- 후쿠시마 마사노리가 개역당하여 그 영지(히로시마번)는 아사노씨가 이봉하게 된다.
- 3월 - 명나라를 원호하러 간 조선의 무신 강홍립이 후금군에 패하여 항복했다.
- 7월 31일 - 요하네스 케플러가 루터교와 결별하다.

## 문화
- 11월 10일 - 르네 데카르트가 제1철학에 관한 성찰(Meditations on First Philosophy)에 영감을 준 꿈을 꾸다.

## 탄생
- 2월 9일 - 조선 17대 국왕 효종의 정비 인선왕후. (~1674년)
- 7월 3일 - 조선의 17대 국왕 효종. (~1659년)

### 미상
- 조선의 문신 김우명. (~1675년)

## 사망
- 3월 20일 - 신성 로마 제국 황제, 헝가리와 보헤미아의 왕 마티아스. (1557년~)